# Уилиямсън (окръг, Тенеси)
Окръг Уилиямсън (на английски: Williamson County) е окръг в щата Тенеси, Съединени американски щати. Площта му е 1513 km², а населението – 126 638 души (2000). Административен център е град Франклин.